# Thaiderces ngalauindahensis
Espèce
Thaiderces ngalauindahensis est une espèce d'araignées aranéomorphes de la famille des Psilodercidae.

## Distribution
Cette espèce est endémique de Sumatra en Indonésie,. Elle se rencontre dans la grotte Ngalau Indah à Payakumbuh.

## Description
Le mâle holotype mesure 1,16 mm.

## Étymologie
Son nom d'espèce, composé de ngalauindah et du suffixe latin -ensis, « qui vit dans, qui habite », lui a été donné en référence au lieu de sa découverte, la grotte Ngalau Indah.

## Publication originale
- Chang & Li, 2019 : Fourteen new species of the spider genus Thaiderces from Southeast Asia (Araneae, Psilodercidae). ZooKeys, no 869, p. 103-146 (texte intégral).